# ヤマトエスロン
ヤマトエスロン株式会社（ヤマトエスロンかぶしきがいしゃ、英:  YAMATO-ESULON Co., Ltd.）は、大阪府八尾市に本社を置く、歯ブラシ・ヘアーブラシ・食品容器・化粧品と芳香剤のパッケージなどの製造・販売を行う1928年（昭和3年）創業のプラスチック総合メーカーである。

## 沿革
- 1928年（昭和3年）8月 - 大阪府八尾市にてヤマト商会（ヤマト刷子工業株式会社）を創業、歯ブラシの製造開始。
- 1950年（昭和25年）5月 - 高松宮台臨、優良工場として表彰。
- 1956年（昭和31年）
  - 3月 - ヤマト興産、積水化学工業及び資生堂の共同出資によりヤマトエスロン株式会社を設立。
  - 11月 - 資生堂向けホネケーキ石鹸容器生産開始。
- 1962年（昭和37年）4月 - 大阪工場（現・本社工場）建設、真空成形製品の製造開始。
- 1963年（昭和38年）8月 - ハウス食品向け「バーモントカレー」容器の生産開始。
- 1968年（昭和43年）10月 - 花王ハロー歯ブラシの生産開始。
- 1970年（昭和45年）9月 - 栃木県佐野市に関東工場建設、関東地区営業開始。
- 1971年（昭和46年）1月 - 大阪工場（現・本社工場）増設、近代総合プラスチック工場化。
- 1972年（昭和47年）11月 - ヤマトエスロンがヤマト刷子工業と合併、資本金6,500万円となる。
- 1976年（昭和51年）5月 - 福岡県古賀市に福岡工場建設、九州地区営業開始。
- 1977年（昭和52年）10月 - ハウス食品及び花王が資本参加。資本金を1億円に増資。
- 1978年（昭和53年）
  - 4月 - 関東工場増設近代総合プラスチック工場化。
  - 8月 - 創業50周年。
- 1986年（昭和61年）3月 - 関東工場E棟独自仕様の5種7層多層押出成形製造装置を導入、生産開始。
- 1989年（平成元年）
  - 4月 - 静岡県袋井市に静岡工場建設、超近代プラスチック工場化とし生産開始。
  - 9月 - 台湾耶馬都惠須龍股份有限公司設立。
- 1991年（平成3年）3月 - ヤマトエスロン（タイランド）株式会社設立。
- 1994年（平成6年）6月 - ヤマトエスロン（タイランド）第一期工事完成。
- 1996年（平成8年）6月 - ヤマトエスロン（タイランド）第二期工事完成。
- 1999年（平成11年）10月 - ISO 9001認証取得。
- 2003年（平成15年）3月 - ヤマトエスロン（タイランド）にて、3号館の工場を竣工、操業開始。
- 2004年（平成16年）3月 - ヤマトエスロン（タイランド）がISO 9001認証取得。
- 2005年（平成17年）1月 - ヤマトエスロン（タイランド）がISO 14001認証取得。大和惠須龍塑膠（蘇州）有限公司設立。
- 2007年（平成19年）12月 - 化粧品製造業許可・化粧品製造販売業許可・医薬部外品製造業許可・医薬部外品製造販売業許可を取得。
- 2008年（平成20年）8月 - 創業80周年。
- 2009年（平成21年）9月 - 台湾耶馬都惠須龍股份有限公司が創業20周年を迎える。
- 2011年（平成23年）3月 - ヤマトエスロン（タイランド）が創業20周年を迎える。
- 2013年（平成25年）12月 - 台湾耶馬都惠須龍股份有限公司がISO 9001認証を取得。
- 2014年（平成26年）12月 - 本社工場生産設備、国内工場統合し閉鎖。
- 2015年（平成27年）
  - 3月 - 本社所在地を移転。
  - 8月 - ヤマトエスロン（タイランド）4号館竣工、操業開始。

## 工場
- 大阪工場（大阪府八尾市）
- 関東工場（栃木県佐野市）
- 福岡工場（福岡県古賀市）
- 静岡工場（静岡県袋井市）

## 関連会社
- ヤマトエスロン（タイランド）株式会社
- 台湾耶馬都惠須龍股份有限公司

## 主な受賞
- 2001年（平成13年）ジャパンスター賞（日本パッケージングコンテスト）
- 2005年（平成17年）グッドパッケージング賞（日本包装技術協会）[2]
- 2006年（平成18年）包装アイデア賞（日本包装技術協会）[3]
- 2008年（平成20年）トイレタリー包装部門賞（日本包装技術協会）[4]